# Ulica Dominika Ździebły-Danowskiego w Krakowie
Ulica Dominika Ździebły-Danowskiego – ulica w Krakowie, w dzielnicy IV Prądnik Biały, na Prądniku Białym. Ulicą biegnie torowisko tramwajowe.

## Przebieg
Ulica zaczyna swój bieg na skrzyżowaniu z ulicą gen. Augusta Fieldorfa-Nila. Następnie biegnie w kierunku północnym, w kierunku Ronda Piekarza Ochwata, by tam zakończyć bieg. Jej przedłużeniem w tamtym miejscu staje się ulica gen. Stanisława Sosabowskiego.

## Historia
Ulica została wytyczona w 2007 roku jako arteria komunikacyjna wiodąca z Krakowa w kierunku Zielonek, przez którą miał także przebiegać fragment torowiska Krakowskiego Szybkiego Tramwaju wiodącego z Krowodrzy Górki do Górki Narodowej. Plany spełzły się na niczym ze względu na brak finansów i niedopełnienie formalności. Budowa rozpoczęła się dopiero w lipcu 2020 roku, wraz z budową torowiska tramwajowego, a zakończyła się 3 lata później – we wrześniu. Uroczyste otwarcie ulicy miało miejsce 4 września 2023 roku.
Ulica stała się także częścią Trasy Wolbromskiej, łączącej Kraków z Zielonkami, otwartej do ruchu samochodowego 22 grudnia 2023 roku.

## Infrastruktura
Obecnie ulica Dominika Ździebły-Danowskiego ma cztery pasy ruchu (po dwa na jezdnię), z tym że zewnętrzny leżący na zachodniej jezdni zarezerwowany jest dla autobusów, taksówek, policji, straży miejskiej, motocykli oraz pojazdów elektrycznych. Ulicą biegnie torowisko Krakowskiego Szybkiego Tramwaju wiodące z Krowodrzy Górki do Górki Narodowej.

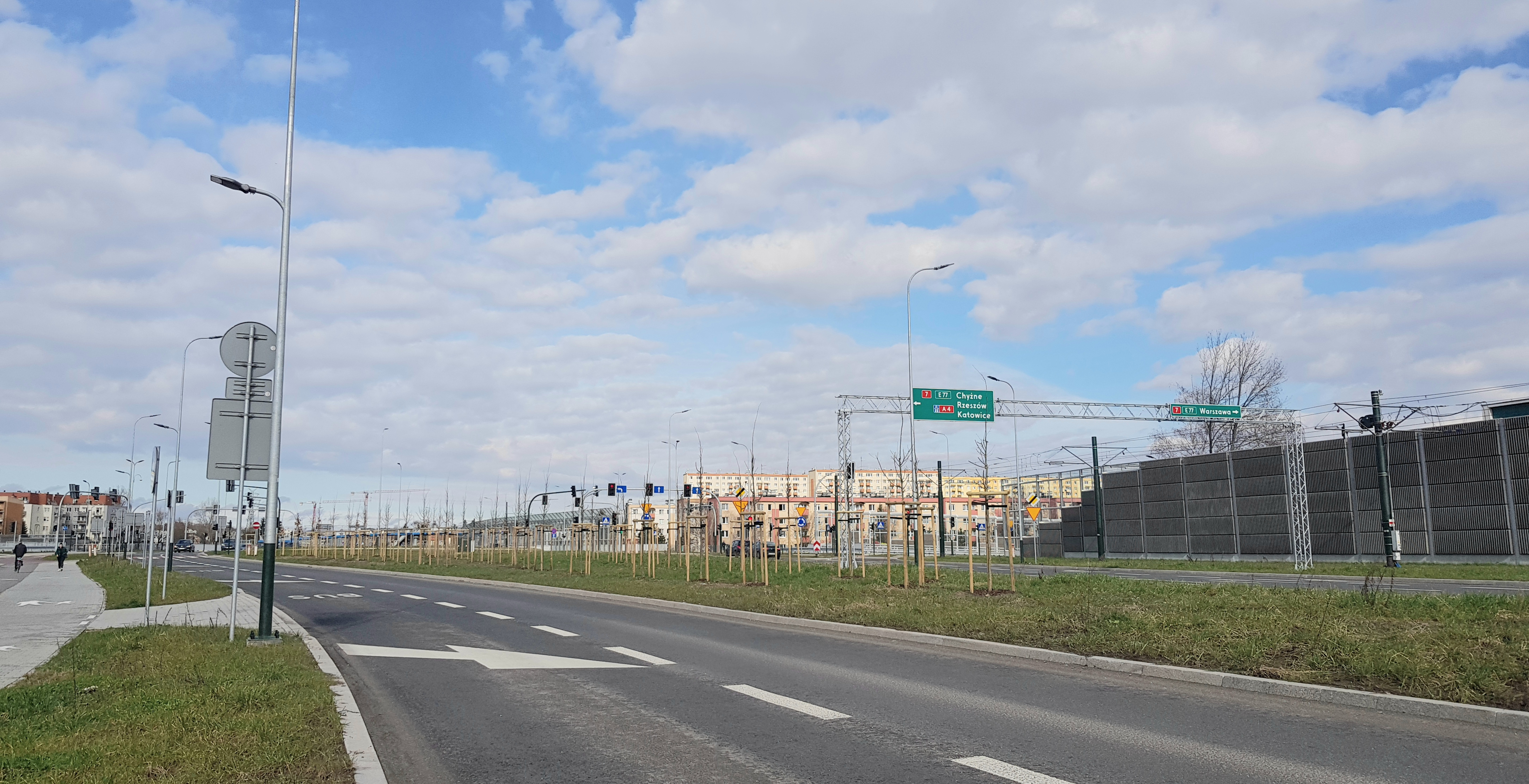
Widok na północ
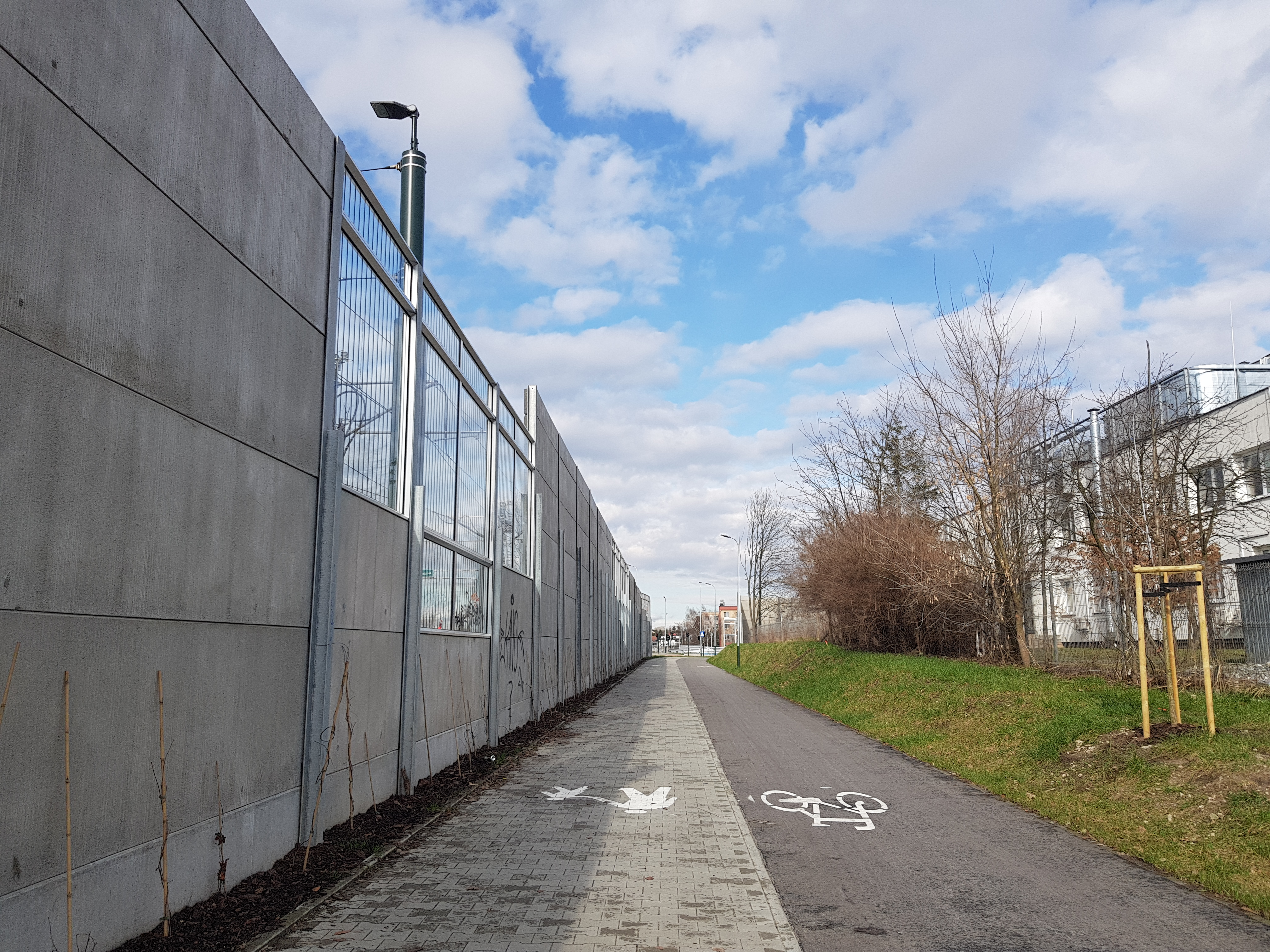
Chodnik oraz droga dla rowerów biegnące wzdłuż ulicy
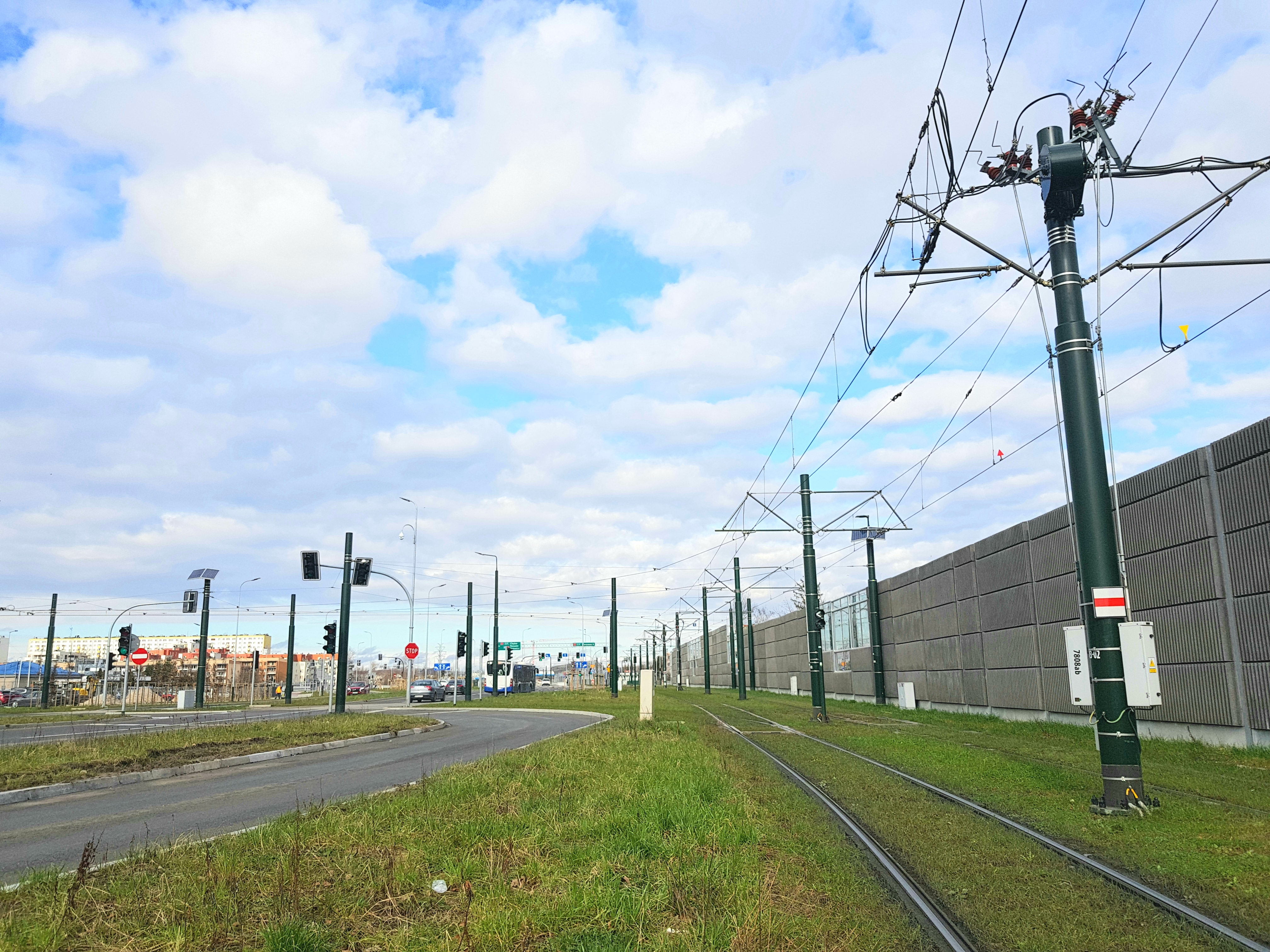
Widok na wysokości pętli tramwajowej „Krowodrza Górka P+R”
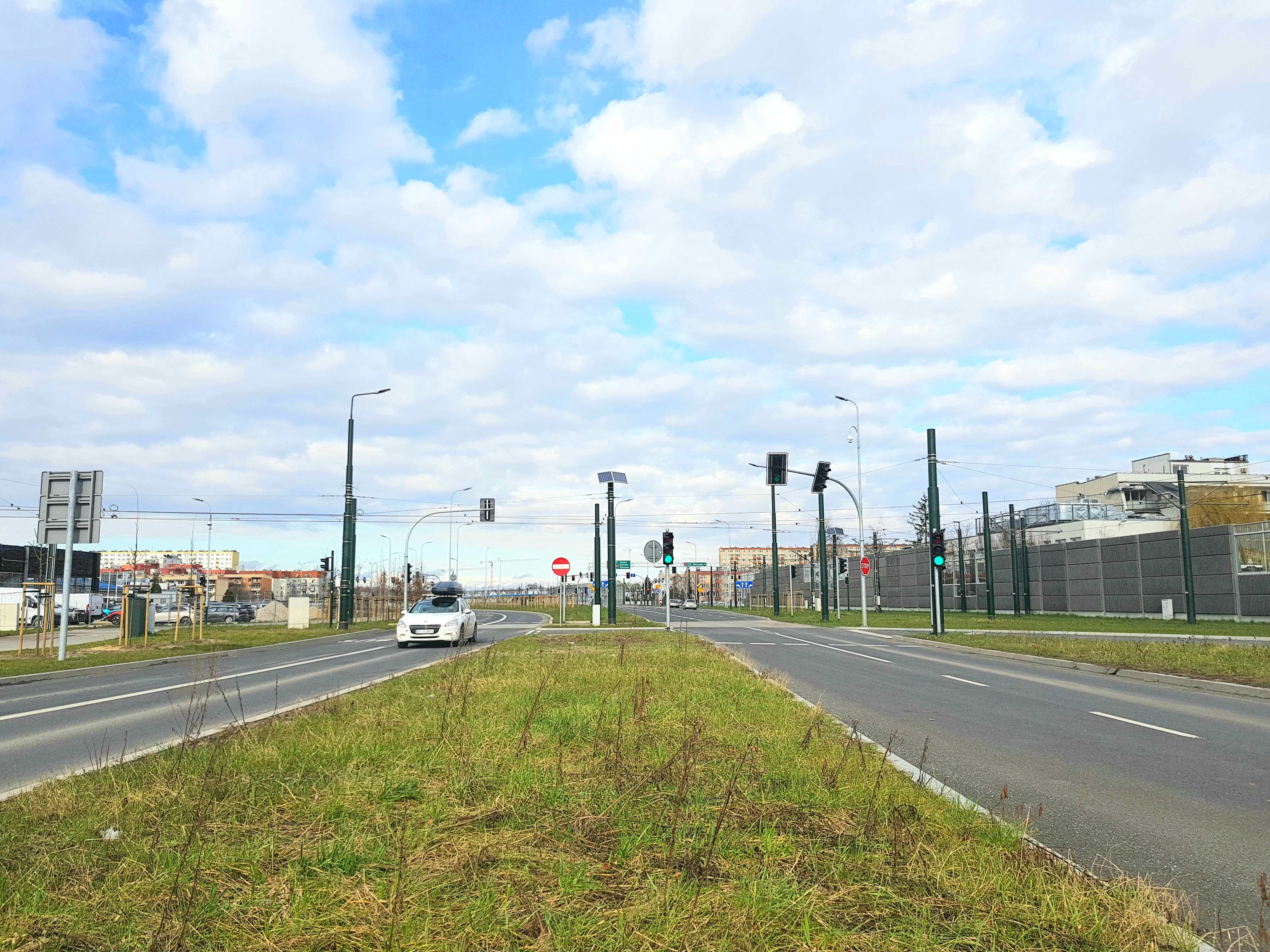
Pas zieleni oddzielający jezdnie
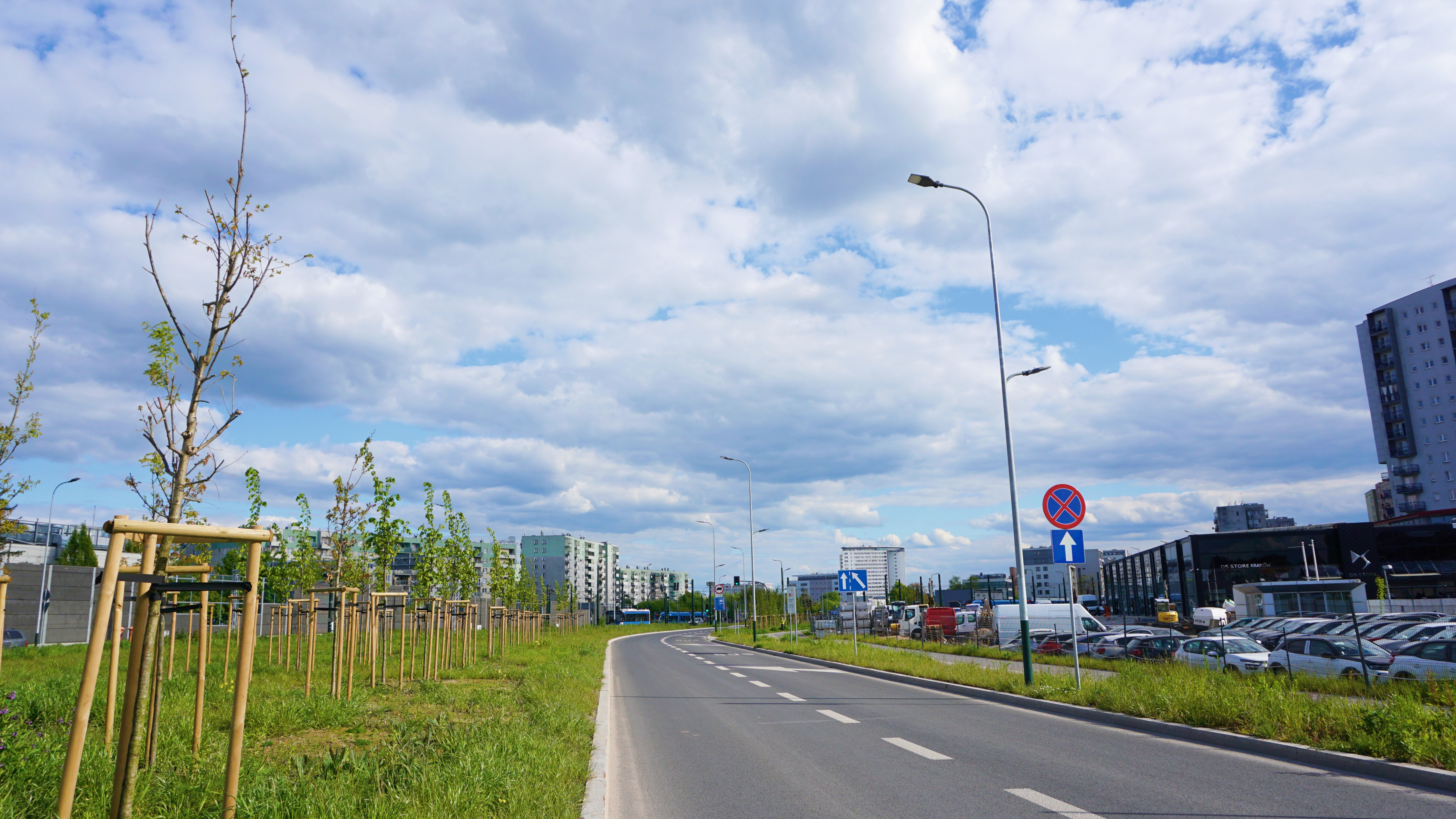
Widok na południe.